# 诺尔布扎那
诺尔布扎那（1887年—1963年），蒙古族，察哈尔盟太仆寺右旗（今太仆寺旗）人。中华民国大陆时期内蒙古政治人物。

## 生平
诺尔布扎那历任太仆寺右旗总管、蒙疆联合自治政府参议会参议、兴蒙委员会委员、察哈尔盟实业处处长、察哈尔省盟旗文化福利委员会委员等职务。 1946年中共占领察哈尔后，诺尔布扎那任察哈尔盟民主政府委员，负责教育工作。1947年，任国民党华北蒙边剿匪总司令部少将副司令。1948年追随德穆楚克栋鲁普到阿拉善成立蒙古自治政府，被选为委员。后参加内蒙古自治政府的工作。